# Grim Fandango
Grim Fandango – komputerowa gra przygodowa stworzona i wydana przez LucasArts 2 listopada 1998. Jest to pierwsza przygodowa gra firmy LucasArts korzystająca z grafiki trójwymiarowej. Grim Fandango została uznana przez krytyków i fanów za jedną z najlepszych gier w całym gatunku i poza nim. 27 stycznia 2015 została wydana poprawiona wersja gry stworzona przez studio Double Fine Productions. Produkcja ukazała się na platformy Windows, PlayStation 4, PlayStation Vita oraz Linux.
Grę wymyślił Tim Schafer, który poprzednio pracował przy serii Monkey Island oraz grach Full Throttle i Day of the Tentacle. Gra, bazując na azteckich wierzeniach o życiu pozagrobowym, opowiada historię Manny'ego Calavery i jego czteroletniej podróży przez Ziemię Umarłych do Dziewiątego Podziemia – celu podróży wszystkich zmarłych dusz – w poszukiwaniu kobiety zwanej Mercedes „Meche” Colomar.

## Rozgrywka
Gra korzysta z silnika GrimE, który tworzy tła w 2D, a główne obiekty i postacie w 3D oraz pozwala na kontrolę poczynaniami Manny'ego za pomocą klawiatury, dżojstika lub gamepada. Manny musi zbierać różne obiekty i rozmawiać z mieszkańcami Podziemia, aby rozwiązywać różne zagadki w celu popchnięcia fabuły do przodu.

## Odbiór gry
Grim Fandango otrzymała głównie pozytywne recenzje. GameSpot chwalił grę, mówiąc, że „Grim Fandango pomija rzeczy oczywiste” i „bierze swój humor z sytuacji i postaci [...], pomagając w uwiarygadnianiu świata”. „PC Zone” pochwalił całą produkcję pisząc, że „z takimi kostiumami, postaciami, muzyką i atmosferą [Grim Fandango] stworzyłoby wspaniały film”. Serwis IGN podsumował recenzję gry, pisząc „Grim Fandango to najlepsza gra przygodowa, jaką kiedykolwiek widzieliśmy”. Jednak zarówno GameSpot, jak i IGN jako wadę gry podały problemy z interfejsem gry. IGN powiedziało, że była to jedna z przyczyn, dla których nie dali grze maksymalnej oceny.
W polskiej prasie komputerowej gra otrzymała pochlebne recenzje i wysokie oceny. Recenzent Gier Komputerowych nazywa ją najlepszą przygodówką roku, w podobnym tonie wyraża się Świat Gier Komputerowych pisząc "Dzięki połączeniu talentu scenarzystów, grafików i dźwiękowców z Lucas Arts, powstała najbardziej oryginalna przygodówka tego roku, a może i tego dziesięciolecia [...].". Secret Service wśród zalet wymienia świat przedstawiony "LUCAS ARTS udało się stworzyć cały świat umarłych, świat bardzo wiarygodny i funkcjonujący, choć trochę dziwaczny". Inne chwalone elementy to grafika, dźwięk i muzyka.
CD-Action w wadach wymienia odejście od interfejsu wskaż i kliknij na rzecz sterowania klawiaturą lub gamepadem, umiarkowany poziom trudności oraz styl graficzny, który nie każdemu może przypaść do gustu, jednocześnie pozytywnie oceniając pozostałe elementy.
Pomimo wysokiej jakości, dobrych recenzji i wielu nagród – włączając nagrodę Gry Roku 1998 GameSpotu wraz z grą The Legend of Zelda: Ocarina of Time, pobijając tym samym tytuły, takie jak StarCraft i Half-Life. – Grim Fandango był widziany jako gwóźdź do trumny gier przygodowych. Gra sprzedała się w 95 000 kopiach do 2003 roku w USA (wyłączając sprzedaż online, w oparciu o dane PC Data). Często mówi się, że gra przegrała ekonomicznie, mimo że, według LucasArts, „Grim Fandango spełniło i przewyższyło oczekiwania na całym świecie”. Mimo tego Grim Fandango nie zdobyło takiej popularności, jak poprzednie przygodowe gry LucasArts, zmniejszając popyt na gry przygodowe w następnych latach.
Redakcja magazynu PC Gamer UK w 2015 roku przyznała grze 70. miejsce na liście najlepszych gier na PC.

### Nagrody
Academy of Interactive Arts & Sciences
- Game of the Year (nominowana, 1999)
- Outstanding Achievement in Art/Graphics (nominowana, 1999)
- Outstanding Achievement in Character or Story Development (nominowana, 1999)
- Outstanding Achievement in Sound and Music (nominowana, 1999)
- Computer Adventure Game of the Year (zdobyty tytuł, 1999)

GameSpot:
- Induction into The Greatest Games of All Time (2003)[19]
- Best of E3 PC (1998)[20]
- PC Adventure Game of the Year (1998)[21]
- PC Game of the Year (1998)[22]
- Best PC Graphics (Artistic Design) (1998)[23]
- Best PC Music (1998)[24]
- The Ten Best PC Game Soundtracks (1999)[25]
- 10. miejsce na liście The Ten Best Readers Endings PC (1999)[26]

IGN:
- Best Adventure Game of the Year (1998)[27]
- 15. miejsce na liście Top 25 PC Games of All Time (2007)[28]
- 36. miejsce na liście Top 100 Games of All Time (2007)[29]

GameSpy:
- 7. miejsce na liście 25 Most Underrated Games of all Time (2003)[30]
- Hall of Fame (2004)[31]

Adventure Gamers:
- 7. miejsce na liście Top 20 Adventure Games of All Time (2004)[32]